# مارلون غونزاليس
مارلون غونزاليس (بالإسبانية: Marlon González)‏ (1 يناير 1989 - ) هو لاعب كرة قدم كولومبي في مركز الهجوم. لعب مع ديبورتيفو كالي.

## وصلات خارجية
- مارلون غونزاليس على موقع قاعدة بيانات كرة القدم.إي يو (الإنجليزية)
- مارلون غونزاليس على موقع AS.com (الإسبانية)